# هانيوا

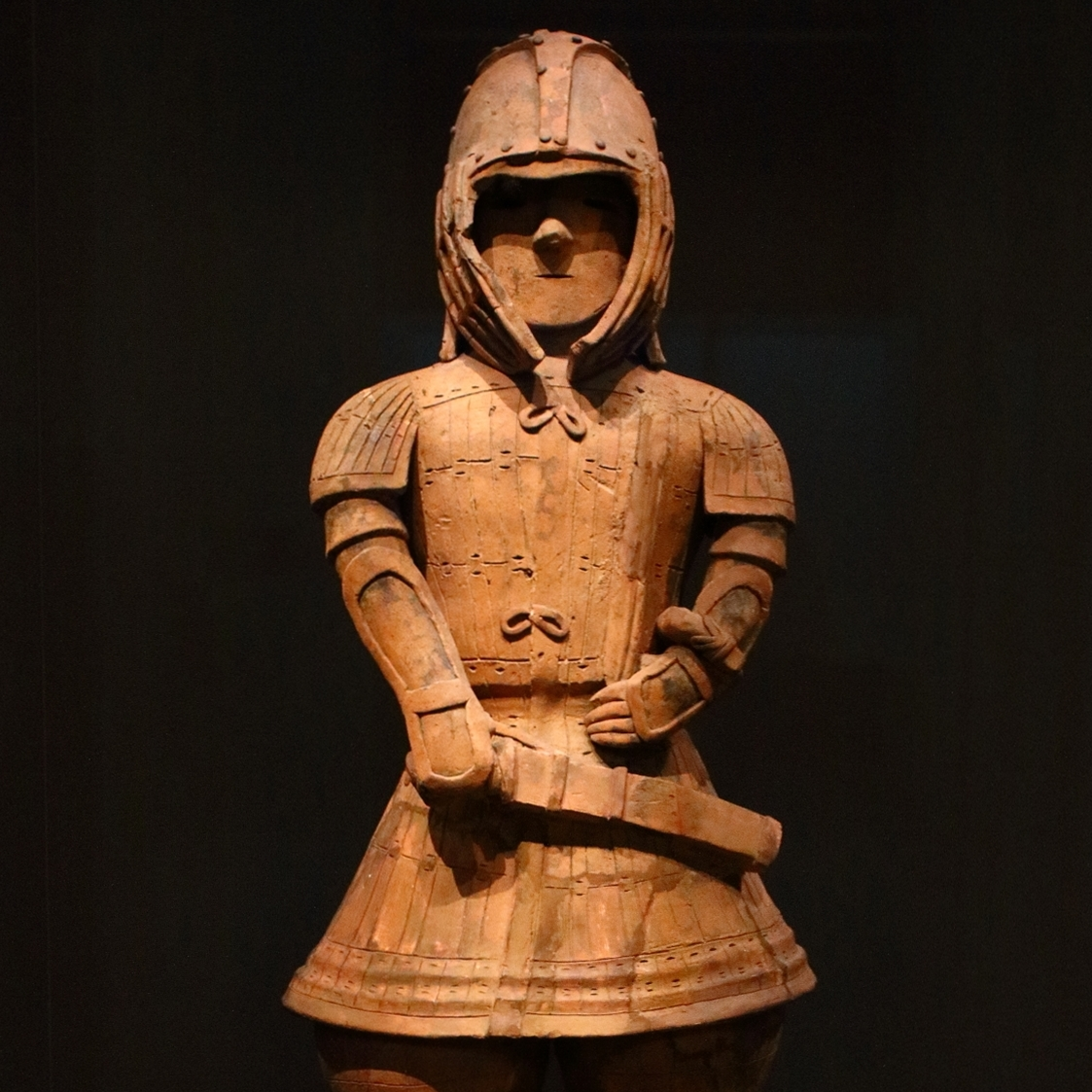
محارب هانيوا

هانيوا (باليابانية: 埴輪) هي تماثيل خزفية من فترة كوفون من تاريخ اليابان. تمثل تماثيل الهانيوا العديد من ملامح الحياة العسكرية الأرستقراطية التي سادت اليابان في تلك الفترة بما فيها السيوف والأحصنة المستخدمة. اكتشف أهم تماثيل الهانيوا في جنوب هونشو وخاصة في منطقة كينكي حول نارا بالإضافة إلى شمال جزيرة كيوشو. لم تقتصر تماثيل الهانيوا على الأشكال البشرية بل عثر على الكثير من التماثيل التي تصور أحصنة، دجاج، طيور، أسماك، منازل، أسلحة، دروع، وسائد، بالإضافة إلى ذكور وإناث وفي القرن الخامس زخرفت الأجزاء العلوية لهذه الأسطوانات برؤوس آدمية وربما كان هذا التقليد مرتبطا باستخدام التماثيل الحجرية التي كانت توضع بجوار المقابر الصينية بيد أن الهانيوا رغم أنها رديئة الصنع إذ هي مصنوعة بطريقة اللف الحلزوني ثم شكلت بسكين إلا أن لها مظهرا حيا مليئا بالتعبير وهي أقدم صور للنحت الياباني.

## معرض صور

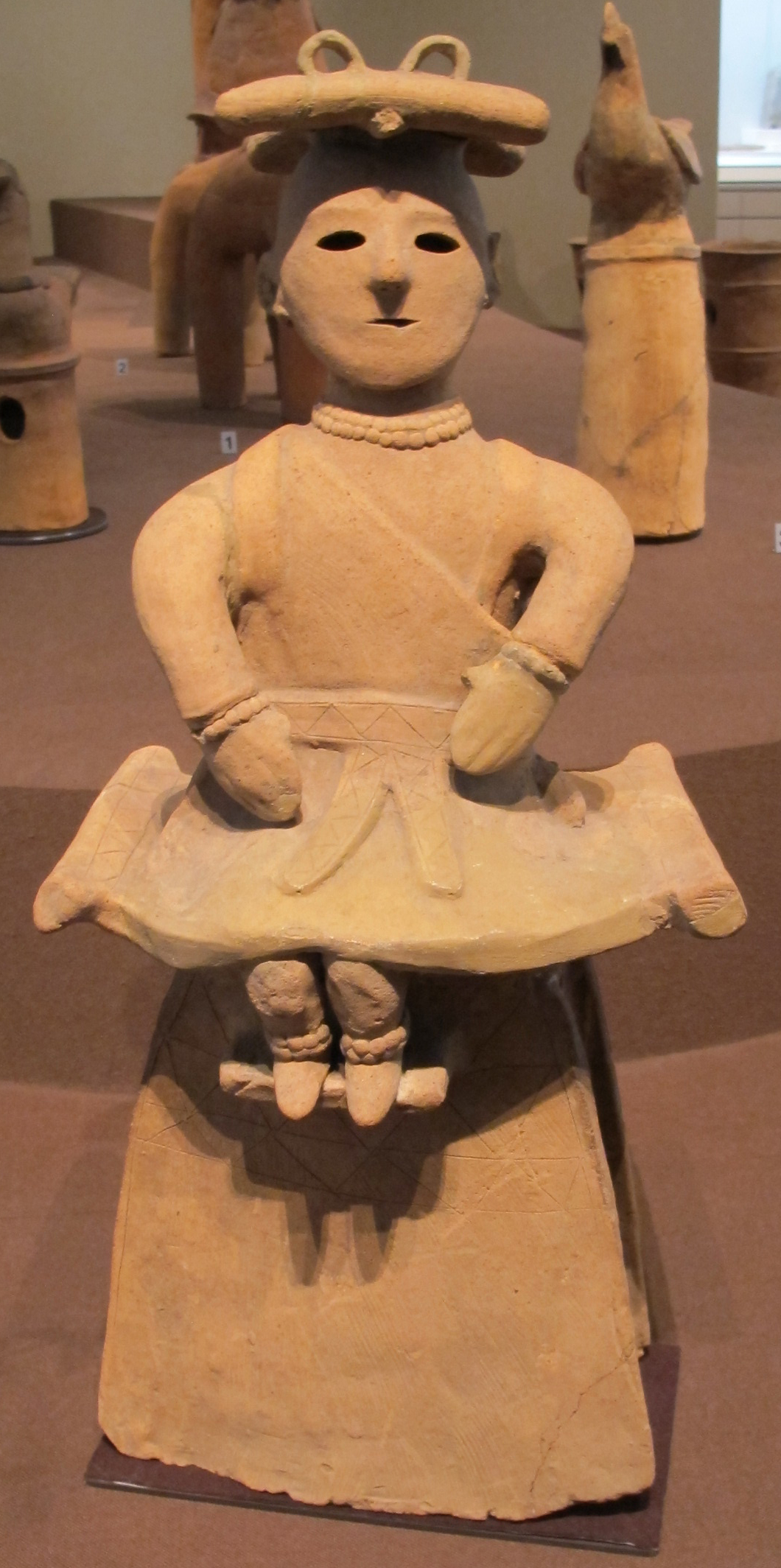
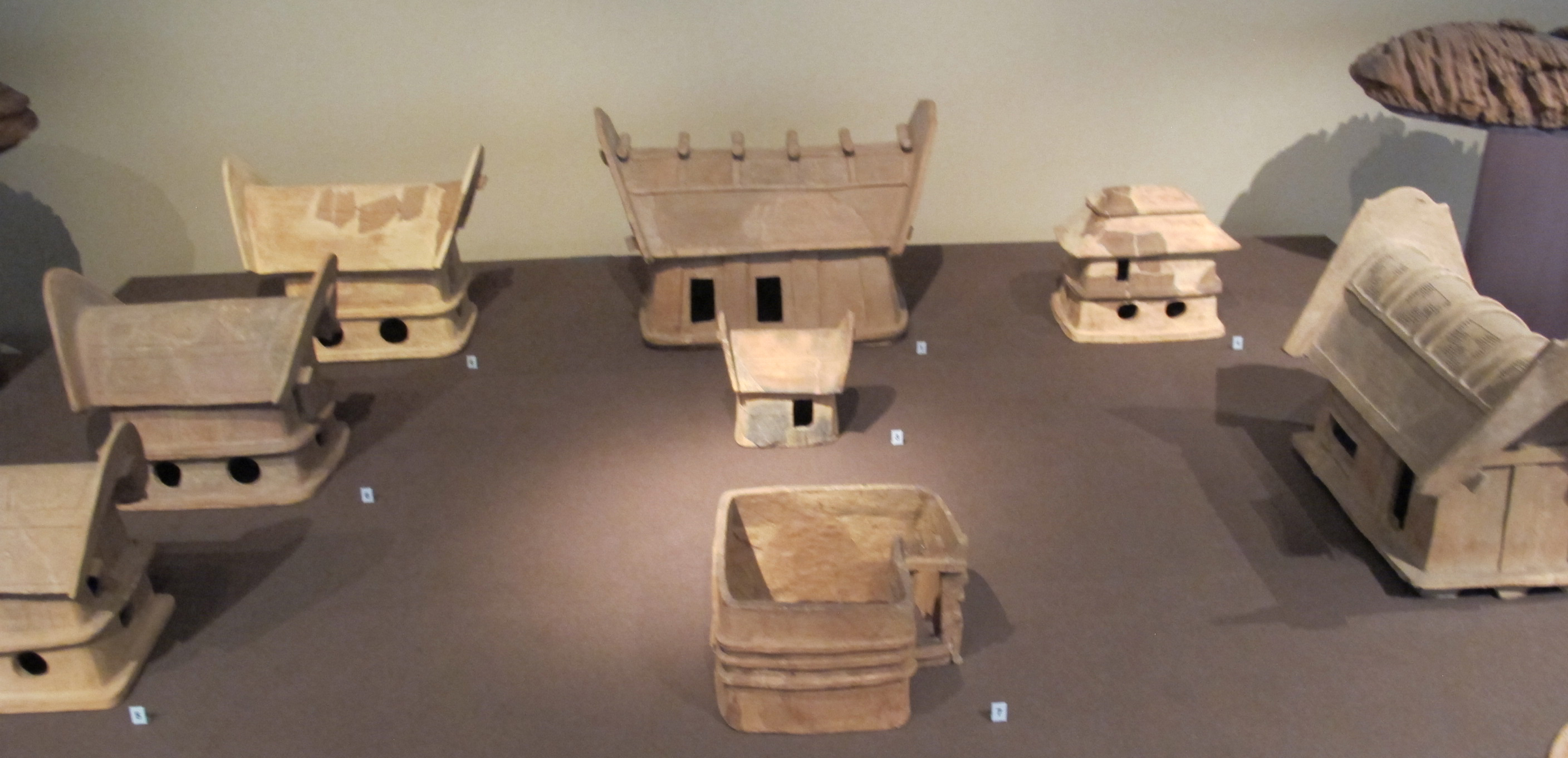
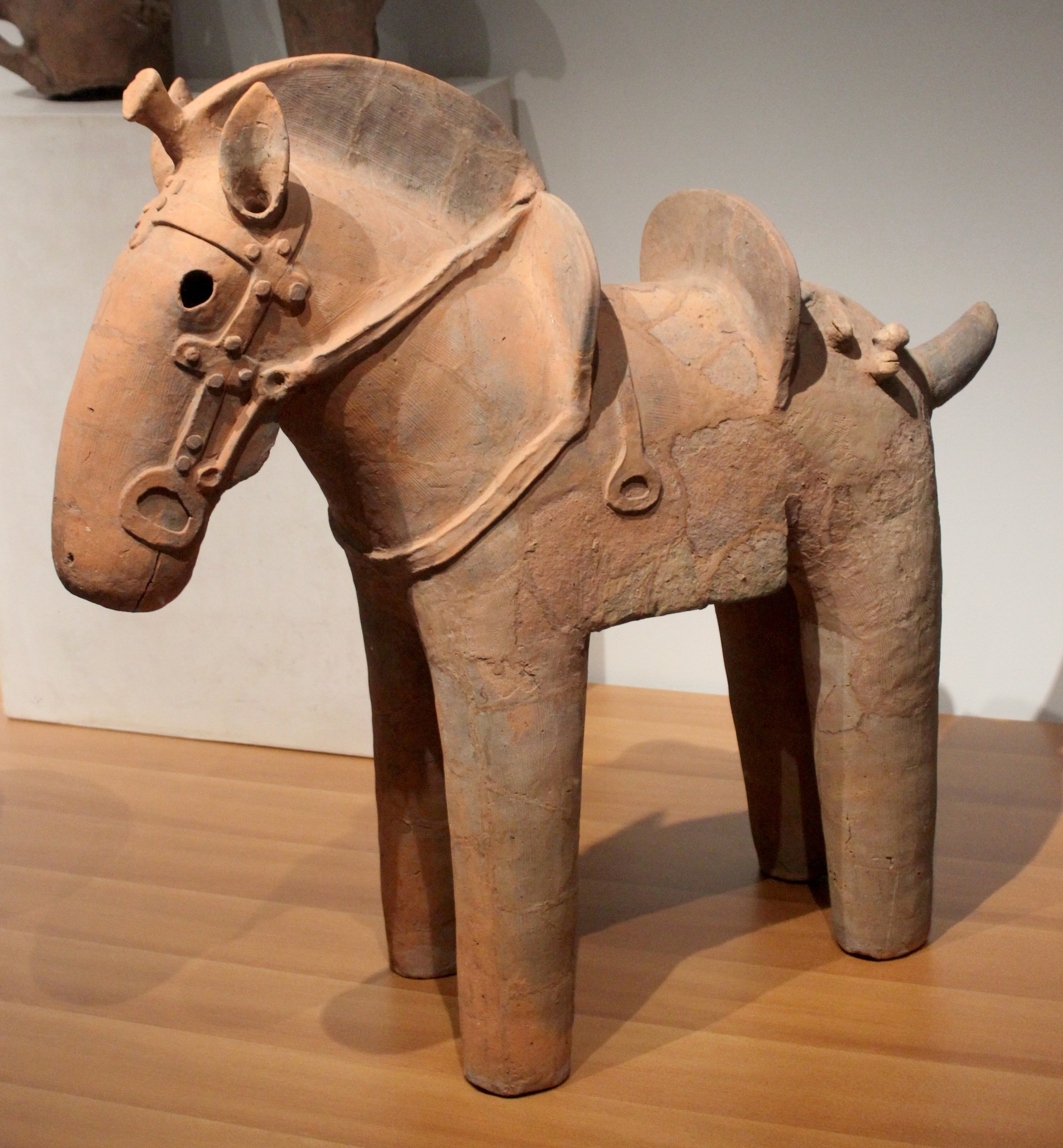